# Skechers
SKECHERS USA, Inc. – amerykańska marka butów sportowych, casualowych i wieczorowych.

But Skechers Elite Flex

W 1992 roku Robert Greenberg i jego syn Michael Greenberg, utworzyli spółkę SKECHERS USA zajmującą się importem marek europejskich. Krótko później stworzyli SKECHERS Sport Utility Footwear, linię obuwia, która przyczyniła się do określenia amerykańskiego stylu lat 90. Dzisiaj SKECHERS rozszerza i różnicuje ofertę produktów aż w 15 odrębnych liniach, począwszy od sportowych, poprzez styl casual a skończywszy na liniach wieczorowych.
W ramach globalnej strategii firmy, pod koniec 1993 roku SKECHERS uruchomił swój oddział, który zajął się sprzedażą pierwszego produktu na rynki zagraniczne. Marka SKECHERS pojawiła się w Australii, Nowej Zelandii, Singapurze i Hiszpanii. Dzisiaj, dzięki sieci ponad 30 dystrybutorów, SKECHERS dostępny jest w ponad 100 krajach na całym świecie. Ponadto, poprzez bezpośrednie działania SKECHERS, dociera do Kanady, Wielkiej Brytanii, Francji, Hiszpanii, Włoch, Szwajcarii, Austrii, Belgii, Niderlandów i Luksemburga. W 2002 roku firma otworzyła olbrzymi punkt w Belgii, który stał się centralą kierująca dystrybucją na kraje Europy.
W 1995 roku, SKECHERS otworzył pierwszy salon w Kalifornii w Manhattan Beach. Do dziś, firma posiada i prowadzi sieć 95 sklepów współtworzących wizerunek marki, włączając w to pierwszy sztandarowy sklep w Nowym Jorku na Times Square, a także salony firmowe w Londynie, Paryżu, Frankfurcie i Toronto. Do sieci globalnych wpływów SKECHERSA, należy również zaliczyć salony w Tokio, Osace, które są współtworzone razem z Achilles Corporation.
Od 1999 roku, SKECHERS USA, Inc. jest spółką notowaną na nowojorskiej giełdzie pod symbolem SKX.